# 1101 هـ
ألف ومئة وواحد 1101 هـ هي سنة في التقويم الهجري امتدت مقابلةً في التقويم الميلادي بين سنتي 1689 و1690.

## أحداث
- الدولة العثمانية تسيطر على الطائف وما جنوبها مثل بيشة وأبها التي كانت تسمى سابقا ابفا.

## مواليد
- أحمد الدمنهوري.
- خان آرزو
- مشتاق الاصفهاني

## وفيات
- محمد بن عبد الله الخرشي
- مير زاهد